# Matěj Hybš
Matěj Hybš (3 gennaio 1993) è un calciatore ceco, difensore del Bohemians 1905.

## Carriera

### Club
Ha sempre giocato nel campionato di casa.

### Nazionale
Con la Nazionale Under-21 del proprio paese ha disputato i campionati europei di categoria nel 2015.

## Palmarès

### Club

#### Competizioni nazionali
- Campionato ceco: 1

Sparta Praga: 2013-2014
- Coppa della Repubblica Ceca: 1

Sparta Praga: 2013-2014